# 12-es busz (Békéscsaba)
A békéscsabai 12-es jelzésű autóbusz a Cserépgyár és a Körösi utca között közlekedett. A viszonylatot a Körös Volán üzemeltette.

## Útvonala
| Cserépgyár-Körösi utca: | Körösi utca – Cserépgyár: |
| --- | --- |
| - Cserépgyár vá. - Kétegyházi út - Temető sor - Andrássy út - Kazinczy utca - Lipták András utca - Lenkei utca - Berényi út - Mokry utca - Körösi utca vá. | - Körösi utca vá. - Mokry utca - Berényi út - Lenkei utca - Lipták András utca - Kazinczy utca - Andrássy út - Temető sor - Kétegyházi út - Cserépgyár vá. |

## Jellemzői
A járat megszűnése előtt ez volt Békéscsaba egyik leghosszabb autóbusz-vonala. A megszüntetett szakaszokon ma is látni lehet a régi megállóhelyek megmaradt részeit.

## Megállóhelyei
Megjegyzés: Egyes megállók neve eltérhet az eredeti nevüktől.
| Megálló neve                                               | Pótlás |
| ---------------------------------------------------------- | --- |
| Cserépgyár                                                 | Nincs pótlás. |
| Építők útja                                                | Nincs pótlás. |
| Tessedik Sámuel utca                                       | Nincs pótlás. |
| Autóbusz-pályaudvar                                        | 1, 3, 3M, 3V, 4, 5, 7, 7F, 8, 8A, 8V, 17, 20, Iskolacentrum/Autóbusz pu. járat, Tevan A. u. forduló/Autóbusz pu. járat, helyközi autóbuszjáratok |
| Andrássy Gimnázium/Kazinczy utca 1-3. (volt Kötöttárugyár) | 1, 3, 3M, 3V, 4, 5, 7, 8, 8A, 8V, 17V, 20 |
| Gépészeti Szakközépiskola                                  | 8, 8A, 8V |
| Kazinczy lakótelep                                         | 8, 8A, 8V |
| Kazinczy utca                                              | 8, 8A, 8V |
| Lipták András utca                                         | Nincs pótlás. |
| Dugonics utca                                              | Nincs pótlás. |
| Lenkey utca                                                | 5 |
| Rövid utca                                                 | 5 |
| Áchim L. András lakótelep                                  | 5 |
| Körösi utca vá.                                            | 5 |

## Pótlása
A 12-es autóbusz megszűnésével eltűnt a Kétegyházi úton, a Kazinczy utca "felső" részén, a Lipták András utcán és a Lenkei utcán a helyi járatos autóbusz közlekedés, ezt máig nem pótolták. Ugyanakkor az Autóbusz-pályaudvartól több szakaszban is el lehet jutni az egykori vonal egyes megállóihoz:
- Autóbusz-pályaudvar – Andrássy Gimnázium/Kazinczy utca 1-3. (volt Kötöttárugyár):   1, 3, 3M, 3V, 4, 5, 7, 8, 8A, 8V, 17V, 20
- Autóbusz-pályaudvar – Körösi utca – átszállás nélkül - :   5
- Autóbusz-pályaudvar – Kazinczy utca (Andrássy út – Szarvasi út között):   8, 8A, 8V
- Berényi út (Lenkey utcánál) - Körösi utca:   5